# Coupe de Luxembourg 1945-1946
La Coppa di Lussemburgo 1945-1946 è stata la 21ª edizione della coppa nazionale lussemburghese disputata tra il 2 settembre 1945 e il 28 aprile 1946 e conclusa con la vittoria della Jeunesse Esch, al suo terzo titolo.

## Formula
Eliminazione diretta in gara unica con la sola eccezione delle semifinali, disputate in gare di andata e ritorno.

## 1º Turno preliminare
| Squadra 1             | Risultato  | Squadra 2             |
| --------------------- | ---------- | --------------------- |
| 2 settembre 1945      |            |                       |
| Aris Bonnevoie        | 2 − 4      | Rumelange             |
| Differdange           | 1 − 1      | Sporting Bertrange    |
| AS Luxembourg         | 0 − 4      | Blue Boys Muhlenbach  |
| Egalité Weimerskirch  | 3 − 0      | Tricolore Muhlenweg   |
| US Esch               | 1 − 6      | Alliance Dudelange    |
| Gold a Ro't Wiltz     | 0 − 5      | Red Star Merl         |
| Progrès Grund         | 8 − 1      | UNA Strassen          |
| Jeunesse Esch         | 11 - 0     | US Niederwiltz        |
| Jeunesse Wasserbillig | 2 - 2      | Red Black Pfaffenthal |
| Mansfeldia Clausen    | 0 − 1      | Sporting Bettembourg  |
| Mondorf               | 3 − 2      | Hollerich Bonnevoie   |
| Résidence Walferdange | 0 − 7      | Oberkorn              |
| Swift Hesperange      | 3 − 1      | Blo-Weiss Itzig       |
| The Belval Belvaux    | 2 − 2(dts) | Rapid Neudorf         |
| US Bascharage         | 0 − 4      | Racing Rodange        |
| Young Boys Diekirch   | 3 − 2      | AS Schifflange        |

## 2º Turno preliminare
| Squadra 1                | Risultato | Squadra 2             |
| ------------------------ | --------- | --------------------- |
| 7 ottobre 1945           |           |                       |
| Blue Boys Muhlenbach     | 3 − 2     | Egalité Weimerskirch  |
| Gold a Ro't Wiltz        | 0 − 4     | Blo-Weiss Itzig       |
| Jeunesse Esch            | 5 − 0     | Sporting Bettembourg  |
| Pétange                  | 6 − 1     | US Esch               |
| Racing Rodange           | 5 − 4     | Fola Esch             |
| Red Black Pfaffenthal    | 0 − 2     | AS Luxembourg         |
| Red Star Merl            | 1 − 2     | Mansfeldia Clausen    |
| Rumelange                | 5 − 1     | Résidence Walferdange |
| Sporting Bertrange       | 2 − 3     | Rapid Neudorf         |
| The Belval Belvaux       | 1 − 2     | AS Schifflange        |
| The National Schifflange | 2 − 1     | Oberkorn              |
| UNA Strassen             | 1 − 6     | Jeunesse Wasserbillig |
| US Bascharage            | 4 − 1     | Alliance Dudelange    |
| US Dudelange             | 10 − 1    | Differdange           |
| Mondorf                  | 3 − 3     | Progrès Grund         |
| Young Boys Diekirch      | 1 − 1     | Swift Hesperange      |

| Squadra 1                | Risultato | Squadra 2           |
| ------------------------ | --------- | ------------------- |
| 28 ottobre 1945 Spareggi |           |                     |
| Progrès Grund            | 5 − 0     | Swift Hesperange    |
| Mondorf                  | 0 − 5     | Young Boys Diekirch |

## 3º Turno preliminare
| Squadra 1                | Risultato  | Squadra 2             |
| ------------------------ | ---------- | --------------------- |
| 4 novembre 1945          |            |                       |
| AS Luxembourg            | 5 − 0      | Mansfeldia Clausen    |
| AS Schifflange           | 5 − 3(dts) | Rumelange             |
| Blo-Weiss Itzig          | 6 − 3      | Jeunesse Wasserbillig |
| Blue Boys Muhlenbach     | 2 − 1      | Rapid Neudorf         |
| Pétange                  | 7 − 4      | US Bascharage         |
| Progrès Grund            | 1 − 6      | Jeunesse Esch         |
| The National Schifflange | 3 − 0      | Racing Rodange        |
| US Dudelange             | 5 - 0      | Young Boys Diekirch   |

## Ottavi di finale
| Squadra 1                | Risultato | Squadra 2            |
| ------------------------ | --------- | -------------------- |
| 4 novembre 1945          |           |                      |
| Blue Boys Muhlenbach     | 4 − 5     | Spora Luxembourg     |
| Chiers Rodange           | 2 − 4     | Progrès Niedercorn   |
| Jeunesse Esch            | 2 − 1     | Red Boys Differdange |
| Pétange                  | 5 − 0     | Blo-Weiss Itzig      |
| Rapid Neudorf            | 3 − 1     | AS Luxembourg        |
| The National Schifflange | 1 − 4     | Avenir Beggen        |
| Union Luxembourg         | 6 − 3     | Stade Dudelange      |
| US Dudelange             | 4 - 1     | AS Schifflange       |

## Quarti di finale
| Squadra 1          | Risultato | Squadra 2        |
| ------------------ | --------- | ---------------- |
| 13 gennaio 1946    |           |                  |
| Avenir Beggen      | 2 − 1     | Spora Luxembourg |
| Jeunesse Esch      | 7 − 2     | Rapid Neudorf    |
| Progrès Niedercorn | 2 - 1     | US Dudelange     |
| Union Luxembourg   | 5 - 2     | Pétange          |

## Semifinali
Si sono disputate l'andata il 24 febbraio 1946 e il ritorno il'3 marzo 1946.
| Squadra 1        | Totale | Squadra 2          | Andata | Ritorno |
| ---------------- | ------ | ------------------ | ------ | ------- |
| Jeunesse Esch    | 4 − 3  | Avenir Beggen      | 2 - 2  | 2 - 1   |
| Union Luxembourg | 6 − 3  | Progrès Niedercorn | 3 - 3  | 0 - 3   |

## Finale
| Arbitro: | Scheek |

|                                                             |           |                        |
| Simonelli René 26’ Nickels Emile 96’ Bucciarelli Nello 107’ | Marcatori | 70’ Caldarelli Secondo |

| Jeunesse Esch | Progres Niedercorn |

### Formazioni
| Jeunesse Esch  |    |                   |      |     |     |
|                |    |                   |      |     |     |
| POR            | 1  | Marcel Seghuretti |      |     |     |
| DIF            | 2  | Pierre Mousel     |      |     |     |
| DIF            | 3  | Georges Quintus   |      |     |     |
| DIF            | 4  | Pierre Rosa       |      |     |     |
| DIF            | 5  | Aldo Caurla       |      |     |     |
| DIF            | 6  | Théodore Loesch   |      |     |     |
| CEN            | 7  | René Hoffman      |      |     |     |
| CEN            | 8  | Emile Nickls      |      |     | 96’ |
| ATT            | 9  | Victor Schlentz   |      |     |     |
| ATT            | 10 | Nello Bucciarelli | 107’ |     |     |
| ATT            | 11 | René Simonelli    |      | 26’ |     |
| A disposizione |    |                   |      |     |     |
| Allenatore:    |    |                   |      |     |     |
| ?              |    |                   |      |     |     |

| Progrès Niedercorn |    |                    |  |     |  |
|                    |    |                    |  |     |  |
| POR                | 1  | Ferdy Lahure       |  |     |  |
| DIF                | 2  | Marcel Lahure      |  |     |  |
| DIF                | 3  | Jean Leineweber    |  |     |  |
| DIF                | 4  | Emile Trierweiler  |  |     |  |
| DIF                | 5  | Alphonse Feyder    |  |     |  |
| DIF                | 6  | Natalino Parisotto |  |     |  |
| CEN                | 7  | Emile Nurenberg    |  |     |  |
| CEN                | 8  | Secondo Caldarelli |  | 70’ |  |
| ATT                | 9  | Edy Lahure         |  |     |  |
| ATT                | 10 | Emile Everard      |  |     |  |
| ATT                | 11 | Victor Brass       |  |     |  |
| A disposizione:    |    |                    |  |     |  |
| Allenatore:        |    |                    |  |     |  |
| ?                  |    |                    |  |     |  |